# Тригональная сингония

Тригональная сингония

Тригона́льная сингони́я (также ромбоэдри́ческая сингони́я)  — одна из семи сингоний в кристаллографии. Элементарная ячейка определяется тремя базовыми векторами одинаковой длины, с равными, но не прямыми, углами между векторами; таким образом, форма ячейки определяется двумя параметрами: длиной базового вектора a и углом между базовыми векторами β. Объём ячейки равен {\displaystyle a^{3}{\sqrt {1-3\cos ^{2}\beta +2\cos ^{3}\beta }}.}

## Список точечных групп
В таблице приведён список точечных групп в тригональной сингонии. Приведены международное обозначение и обозначение по Шёнфлиссу классов симметрии, а также примеры.

Таблица. Список точечных групп для тригональной кристаллической системы
| Название                                         | Международное обозначение                     | По Шёнфлису | Примеры                          |
| ------------------------------------------------ | --------------------------------------------- | ----------- | -------------------------------- |
| Примитивный (тригонально-пирамидальный)          | {\displaystyle 3}                             | C3          | Сульфит магния (кристаллогидрат) |
| Аксиальный (тригонально-трапецоэдрический)       | 32                                            | D3          | Кварц, киноварь                  |
| Центральный (ромбоэдрический)                    | {\displaystyle {\overline {3}}}               | S6          | Доломит, ильменит                |
| Планальный (дитригонально-пирамидальный)         | {\displaystyle 3m}                            | C3v         | Турмалин, алунит                 |
| Планаксиальный (дитригонально-скаленоэдрический) | {\displaystyle {\overline {3}}{\frac {2}{m}}} | D3d         | Кальцит, корунд, гематит         |